# Hollandse expansie
De Hollandse expansie is de taalkundige invloed die Hollandse dialecten in de zestiende en zeventiende eeuw op andere dialecten uit de Republiek uitoefenden. In de Nederlandse dialectologie bedoelt men er vooral de invloed van Noord-Hollandse dialecten op het Nedersaksisch mee. Deze invloed wordt geacht via de Zuiderzeehandel te zijn verspreid.

## Achtergrond
Oudere generaties dialectologen verklaarden de verschillen tussen dialecten meestal als "authentieke" ontwikkelingen. Impliciet of expliciet namen zij aan, dat de bewoners van diverse plaatsen al sinds onheuglijke tijden dezelfde taal spraken. Alleen door hun onderlinge isolatie zouden dialecten eventueel veranderd zijn. De bijzondere klanken van het Urkers werden bijvoorbeeld (door Johan Winkler, en later door de Nijmeegse taalkundige Jac. van Ginneken) verklaard als restanten van het Flevisch, de taal die de Germaanse stammen op het eiland in het Flevomeer gesproken moeten hebben. Deze zienswijze noemt men de stamboomtheorie: talen brengen dialecten voort, die steeds verder uit elkaar gaan lopen en op den duur zelfstandige talen worden.
Naarmate er meer bekend raakte over de geschiedenis van dialecten, bleken zulke aannames echter ongegrond. Rondom grote steden zijn vaak kringen te vinden waarbinnen een bepaald taalverschijnsel voorkomt, en niet zelden is een oude landgrens ook een taalgrens. De taal van het platteland, hoe geïsoleerd het vroeger ook was, staat dus vanouds al onder invloed van buitenaf. Dit bracht G.G. Kloeke in de jaren twintig tot nieuwe inzichten over de Nedersaksische dialecten. In zijn boek De Hollandsche expansie in de zestiende en zeventiende eeuw en haar weerspiegeling in de hedendaagsche dialecten (1927) kwam hij tot de volgende stelling: Holland was in de zeventiende eeuw een zeer machtig en aanzienlijk gewest. Steden als Amsterdam, Hoorn en Enkhuizen dreven volop handel overzee, ook met de plaatsen aan de oostelijke Zuiderzeekant. De bewoners van het minder aanzienlijke Gelderland en Overijssel zullen hun taal maar al te graag verhollandst hebben. Toen in de achttiende eeuw de voorspoed van Holland taande, kwam zijn taal niet meer in zo hoog aanzien te staan. De Nedersaksen, zeker de stadsbewoners, kregen hun zelfbewustzijn terug en hielden op hun taal te verhollandsen. De westelijke invloed die er al was, bleef echter in de taal aanwezig.
van Reenen (2006) stelt dat de voormalige uu/oe grens aan het einde van de Middeleeuwen over de Veluwe heen liep, wat Kloeke in 1927 al als een mogelijkheid noemde:
Het antwoord op die vraag is te zien op de kaart van 'goed'. Holland spelt 'goed' overal met een o, dus de u van 'huis' staat hier voor [y:]. De spellingen van 'goed' met u zijn te vinden vanaf Harderwijk op de Veluwe naar het oosten in de Achterhoek, heel Overijssel, Drenthe en Groningen. Verder ook nog in Belgisch en vooral Nederlands Limburg. Dit kaartbeeld komt in grote lijnen overeen met de 1589- of muus / moes-lijn van Kloeke. Tussen 1400 en 1589 is er blijkbaar niet veel meer gebeurd dan dat de grens van de uu/oe-uitspraak op de Veluwe nog wat verder naar het oosten tot vlakbij, of aan de IJssel is opgeschoven. Dat het zo gegaan is achtte Kloeke (1927:156-157) zelf heel goed denkbaar (p. 17).
De expansietheorie verklaart waarom de westelijke Nedersaksische dialecten zoveel meer met het Hollands gemeen hebben dan de oostelijke, terwijl dat volgens de stamboomtheorie niet zo zou moeten zijn (het Nedersaksisch staat immers relatief ver van het Hollands, een Nederfrankisch dialect dat dichter bij het Brabants, Zeeuws en Limburgs zou moeten staan). Hoe verder men oostelijk komt, hoe minder sterk het Hollandse karakter van de taal. Het Urkers is heel sterk verhollandst, het West-Veluws ook nog heel duidelijk, het Sallands en Oost-Veluws hebben hun Saksische karakter beter behouden, terwijl in het Twents de Hollandse invloed marginaal is. Dit komt door de isolatie van het landinwaarts gelegen Twente, maar ook de godsdienst kan een rol hebben gespeeld: het goeddeels katholieke Twente voelde veel minder behoefte om het Hollands over te nemen en richtte zich meer op het Westfaals.
Het Handboek Nedersaksische Taal- en Letterkunde stelt:
Vanaf de 17de eeuw dan krijgt het noordoosten van het huidige Nederland te maken met een 'Hollandse expansie' ... Vanaf de 19de eeuw evenwel moeten we niet zo zeer uitgaan van een horizontale uitbreiding van westelijke dialectkenmerken naar het oosten als wel veel meer van een verticale infiltratie van standaardtalige elementen als gevolg van veranderende communicatiepatronen (p. 57).

## Kenmerken
Kloeke hing zijn theorie vooral aan één kenmerk op: de overgang van oe naar uu in woorden met een oude û. Tegenwoordig zegt men in bijna heel Holland huis, muis, vuist, huile(n) enz., maar rond 1700 klonk daar vermoedelijk nog een uu: huus, muus, vuust, hule(n). In het Nedersaksisch was de oude oe-klank gebleven: hoes, moes, voest(e).
Tijdens de Hollandse expansie werd de uu-klank in het Nedersaksisch ingevoerd. Dit gebeurde echter niet in één keer. In 'belangrijke' woorden, zaken waarover met de Hollanders gepraat werd, kwam de uu gauw in de mode (hoes werd huus); in woorden die in de handel niet zo vaak gebruikt werden, kon de oe zich langer handhaven (moes bleef moes). Sommige dialecten waren op het moment dat de Hollandse expansie stilviel nog volop met de overgang bezig. Andere dialecten waren echter al aan de volgende verandering begonnen: het overnemen van de ui, die in het Hollands de uu steeds meer had verdrongen.
Door deze ongelijke mate van beïnvloeding loopt het Hollandse karakter naar het oosten toe terrasgewijs af. Het Urkers heeft de uu over de gehele linie overgenomen en in sommige woorden schemert zelfs de ui al door (eus 'huis'). Ook het West-Veluws heeft in alle woorden uu (ui-achtige klanken kwamen hier in het verleden voor), net als de kuststadjes uit het land van Vollenhove. In het Salland en op de Oost-Veluwe echter kent men (h)uus en uut naast moes en roet 'onkruid'. Ook in een groot deel van Drenthe, delen van Groningen, grote delen van de Achterhoek en zelfs in Noord-Limburg komt men dit woordpaar tegen. De meeste Groningse dialecten (waaronder het Stadsgronings), het Twents en een deel van het Achterhoeks hebben zich tegen deze verandering verzet.